# Častolovice
Častolovice (Duits: Tschastolowitz) is een Tsjechische vlek (městys) in de regio Hradec Králové, en maakt deel uit van het district Rychnov nad Kněžnou. Častolovice telt 1744 inwoners (2023).

## Geschiedenis
- 1342 – Het versterkte huis (tvrz) in Častolovice en dorp komen in handen van Puta de Oudere van Tschastolowitz.
- 2006 – De gemeente Častolovice krijgt (opnieuw) de status vlek.[1]

## Fotogalerij

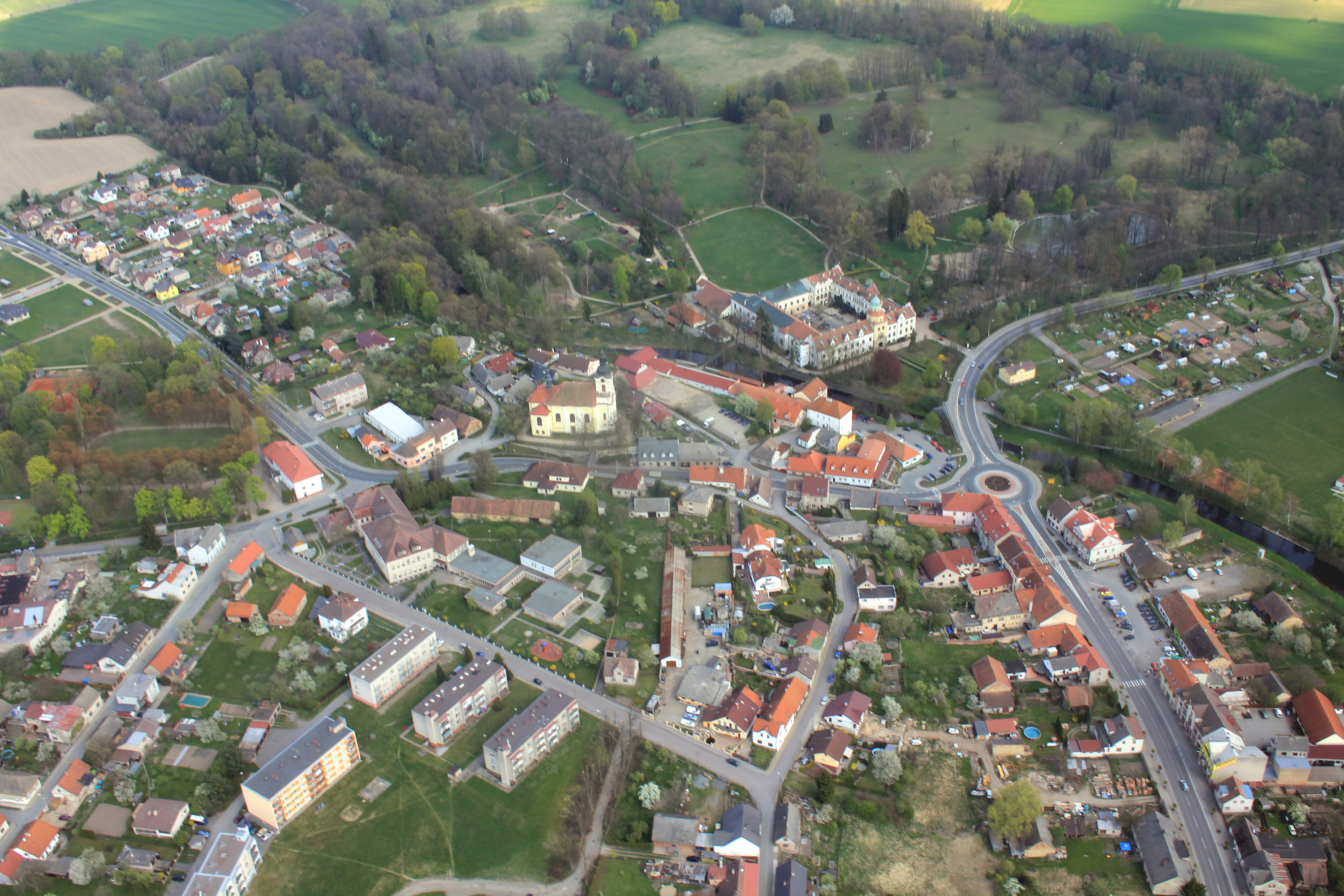
Luchtfoto van Častolovice
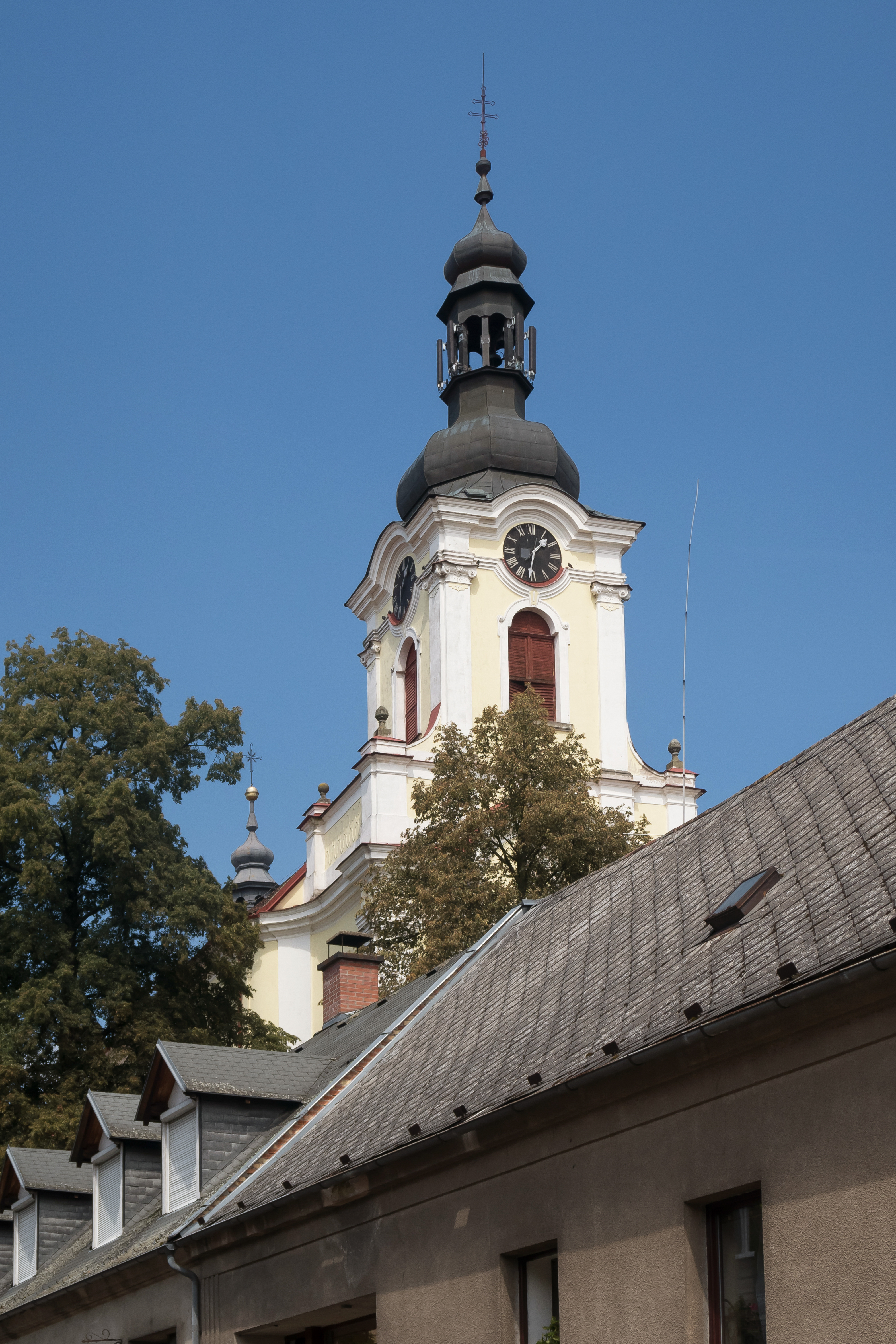
Častolovice, kerktoren (kostel svatého Víta)